# Wang Shimin

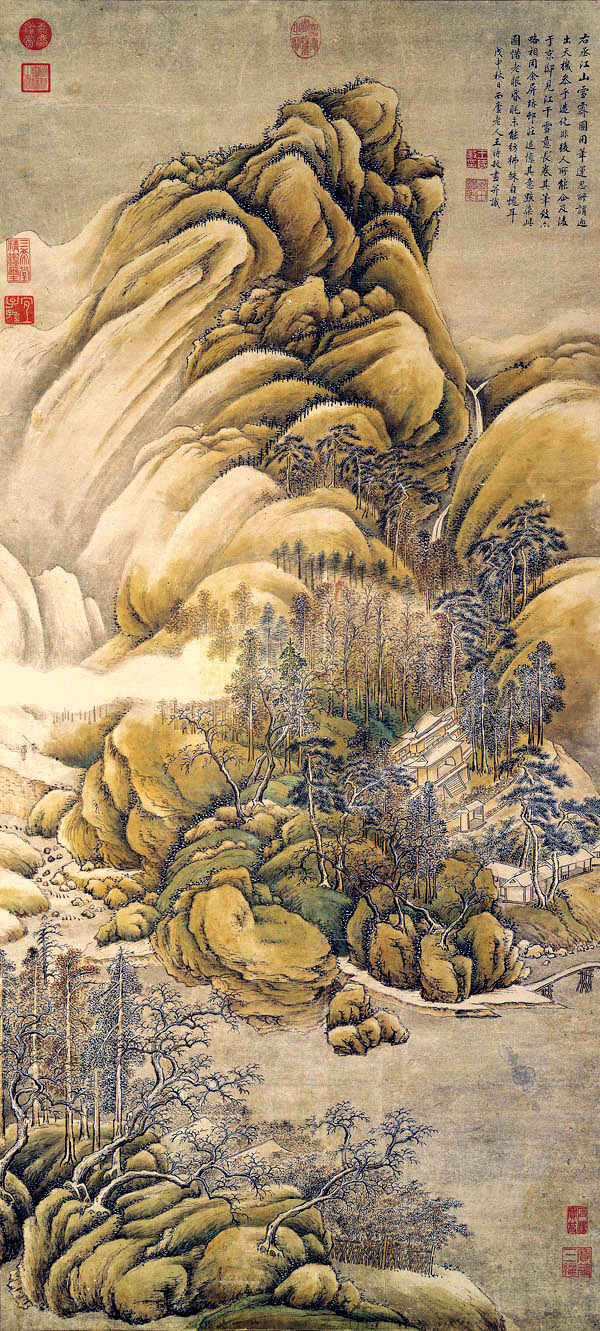
Wang Shimin als 20 anys, Neu sobre rius i muntanyes, 1668

Wáng Shímǐn (xinès simplificat: 王时敏; xinès tradicional: 王時敏; pinyin: Wáng Shímǐn) fou un pintor xinès que va néixer vers el 1592 a Taicang, província de Jiangsu, prop de l'actual Xangai, durant la dinastia Ming. I va morir el 1680.

## Obra pictòrica
Pintor de paisatges, durant la dinastia Qing va créixer en un ambient erudit i artístic (la família tenia una important col·lecció d'obres d'art. El seu avi va ser ministre de l'emperador Ming i el seu pare tenia un càrrec important a l'Acadèmia Hanlin, Ben aviat va estudiar pintura i cal·ligrafia i fou alumne de Dong Qichang. Funcionari cada vegada més important que als 48 anys, en un viatge, va acabar malalt a Nanjing per la qual cosa es va retirar, aïllant-se, vivint als voltants de Taicang. Llavors es va concentrar en la pintura, a la manera de grans mestres anteriors, Fou seguidor de Huang Gongwang. Pertany al denominat grup d'”Els Quatre Wang” amb Wang Jian, Wang Hui i Wang Yuanqi.